# Thomas Braidwood
Thomas Braidwood (* 1715; † 1806) war ein britischer Pädagoge, der an der Universität von Edinburgh studierte und dort 1760 die erste Schule für „Taubstumme“ in Großbritannien gründete.

## Leben
Er zog 1783 nach London und richtete dort die Schule neu ein. Braidwood akzeptierte im Unterricht „natürliche Gesten“, solange die Lautsprache nicht beherrscht wurde, und benutzte das Zwei-Hand-Fingeralphabet, das bis heute in Großbritannien gebräuchlich ist.
Die Braidwood-Schule wurde 1775 von Thomas Hopkins Gallaudet aufgesucht in der Absicht, die Methoden zu studieren, um sie für den Aufbau einer Schule in Neuengland zu nutzen. Braidwood verriet jedoch weder Gallaudet noch anderen seine Methoden. 1812 gründete ein Enkel von Braidwood, John Braidwood, eine Schule für taube Kinder in Cobb, Virginia, USA, die jedoch nur kurze Zeit bestand.